# Magic Christian Music
Magic Christian Music — другий студійний альбом англійської групи Badfinger, який був випущений 9 січня 1970 року.

## Композиції
1. Come and Get It - 2:21
2. Crimson Ship - 3:42
3. Dear Angie - 2:39
4. Fisherman - 2:24
5. Midnight Sun - 2:46
6. Beautiful and Blue - 2:40
7. Rock of All Ages - 3:16
8. Carry on Till Tomorrow - 4:47
9. I'm in Love - 2:26
10. Walk Out in the Rain - 3:27
11. Angelique - 2:28
12. Knocking Down Our Home - 3:40
13. Give It a Try - 2:31
14. Maybe Tomorrow - 2:51

## Склад
- Піт Хем: гітара, клавішні, вокал
- Том Еванс: гітара, вокал
- Рон Гріффітс: бас, вокал
- Майк Гіббінс: ударні, вокал